# Reuzenboomkikker
De reuzenboomkikker (Nyctimystes infrafrenatus) is een kikker uit de familie Phyllomedusidae.
Het is een van de grootste arboreale kikkersoorten en is een bewoner van tropische bossen in delen van Australië. In Panama en Cuba regio zijn vergelijkbare boomkikkers met eenzelfde morfologie.

## Verspreiding en habitat
De reuzenboomkikker komt net als alle soorten uit het geslacht Nyctimystes voor in en rond Nieuw-Guinea, deze soort leeft daarnaast in Queensland, Australië maar alleen in de uit-stekende 'punt' in het uiterst noordoostelijke deel van de provincie. Ook in Indonesië en Papoea-Nieuw-Guinea komt de soort voor, ook op de eilandengroepen Admiraliteitseilanden en de Bismarck-archipel. Op Java is de kikker geïntroduceerd. De habitat bestaat uit warme, begroeide streken waar de kikker leeft op de takken van struiken en palmen. Ook in bebouwde omgevingen zoals bebouwing in bossen of plantages is de soort te vinden. De dieren worden nog weleens aangetroffen in scheepsladingen bananen, en zo naar andere delen van Australië gebracht. Ze kunnen echter niet overleven in zuidelijk streken omdat het er te koud is.

## Uiterlijke kenmerken
Met een lengte van over de dertien centimeter is deze soort de grootste boomkikker ter wereld, vrouwtjes worden groter dan mannetjes. De soort lijkt sterk op de koraalteenboomkikker, maar wordt groter, is minder plomp en duidelijk te onderscheiden door de witte streep op de onderlip. De kleur is vrijwel altijd groen, de onderzijde wit en de tenen neigen vaak naar bruin. Alleen bij bepaalde omgevingsomstandigheden wordt de kikker soms bruin van kleur.

## Levenswijze
Na een storm of hevige regen zoeken de mannetjes elkaar op en gaan in takken aan de oevers van wateren als poelen en moerassen kwaken om vrouwtjes te lokken. Opmerkelijk zijn de geluiden die de mannetjes produceren; om een vrouwtje te lokken produceren ze een blaffend geluid, bij aanraking door een vijand worden miauw-achtige geluidjes gemaakt. Er worden tot meer dan 4000 eitjes afgezet, de kikkervisjes ontwikkelen zich in ongeveer 2 maanden. Zij zijn 's nachts en tijdens de schemering actief.
Het voedsel bestaat uit kleine dieren, meestal ongewervelden zoals insecten maar ook wel kleine gewervelden worden gegeten.

## Taxonomie en naamgeving
De reuzenboomkikker werd voor het eerst wetenschappelijk beschreven door Albert Carl Lewis Gotthilf Günther in 1867. Oorspronkelijk werd de naam Hyla infrafrenata gebruikt, maar later werd de geslachtsnaam veranderd naar Litoria. Tegenwoordig wordt de soort tot het geslacht Nyctimystes gerekend. De soort werd lange tijd tot de familie boomkikkers (Hylidae) en het geslacht Litoria gerekend. In de literatuur wordt daarom vaak de verouderde situatie vermeld.
In de Engelse taal worden verschillende namen gebruikt, zoals giant tree frog (reuzenboomkikker), white-lipped tree frog (witlipboomkikker) en Australian giant treefrog (Australische reuzenboomkikker). Er is echter nog geen eenduidige Nederlandstalige naam voor de soort.